# POSIX
POSIX je zajednički naziv za skupinu IEEE standarda kojima se definira sučelje za programiranje (API) softvera usklađenog s različitim izvedenicama operacijskog sustava UNIX. Službena oznaka je IEEE 1003, a naziv međunarodnog standarda je ISO/IEC 9945. Standardi su nastali iz projekta koji je počeo oko 1985. Naziv POSIX predložio je Richard Stallman, a naknadno je izvedeno značenje (eng. backronym) Portable Operating System Interface ("prenosivo sučelje operacijskog sustava"), pri čemu X predstavlja UNIX.